# Congrégation des Religieuses de Jésus-Marie
Les Religieuses de Jésus-Marie (en latin : Congregatio Religiosarum Iesu et Mariae) sont une congrégation religieuse féminine enseignante de droit pontifical.

## Historique
En 1816, le père André Coindre (1787 - 1826) confie à Claudine Thévenet (1774 - 1837) deux orphelines trouvées sur le parvis de l'église Saint-Nizier de Lyon, une maison est ouverte pour les accueillir. Le 31 juillet 1818, le père Coindre encourage Claudine à former une communauté religieuse. La fondation a lieu le 6 octobre 1818, rue des Pierres-Plantées sur les pentes de la Croix-Rousse. En 1820, la jeune congrégation s'établit à Fourvière. Elle reçoit l'approbation du diocèse du Puy en 1823 et de Lyon en 1825. Le 25 février 1823, Claudine Thévénet et quatre compagnes émettent leurs vœux religieux, Claudine devient mère Marie saint Ignace. L'institut reçoit du pape Pie IX le décret de louange le 21 décembre 1847. Claudine Thévenet a été canonisée le 21 mars 1993.

## Fusion
1959 : Sœurs de sainte Julienne, Apostolines du Saint-Sacrement fondées en 1867 à Salzinnes par Fanny Kestre (1824-1882) et Mgr Victor-Auguste Dechamps, rédemptoriste et évêque de Namur qui rédige les constitutions religieuses, le but de la congrégation était l'adoration du Saint-Sacrement, de proposer une retraite spirituelle, et de faire le catéchisme. L'institut reçoit le décret de louange le 29 mars 1875 puis l'approbation le 30 septembre 1891, ses constitutions sont définitivement approuvées le 3 février 1926, elles fusionnent avec les Religieuses de Jésus-Marie en 1959.

## Activité et diffusion
Les religieuses se consacrent à l'éducation de la jeunesse.
Elles sont présentes en:
- Europe : France, Allemagne, Espagne, Irlande, Italie, Royaume-Uni.
- Amérique : Argentine, Bolivie, Canada, Colombie, Cuba, Équateur, États-Unis, Haïti, Mexique, Pérou, Uruguay.
- Afrique : Cameroun, Guinée équatoriale, Gabon, Maroc, Nigeria.
- Asie : Inde, Liban, Pakistan, Philippines, Syrie, Timor oriental.

La maison généralice est à Rome.
En 2017, la congrégation comptait 1236 sœurs dans 179 maisons.